# Едуар Ґурса
Едуа́р Жан-Баті́ст Ґурса́ (фр. Édouard Jean-Baptiste Goursat; 21 травня 1858, Ланзак, Франція —- 25 листопада 1936, Париж) —- французький математик, член Французької академії наук (1919), професор Паризького університету (1897), президент Французького математичного товариства.

## Наукова діяльність
Основні праці належать до галузі диференціальних рівнянь із частинними похідними та теорії аналітичних функцій. Автор широко відомого курсу математичного аналізу, перекладеного багатьма мовами світу.
Одним із найважливіших досягнень Ґурси є класифікація диференціальних рівнянь із частинними похідними другого порядку, заснована на природі їхніх характеристик. У теорії диференціальних рівнянь із частинними похідними є поняття «задача Ґурси», яка полягає у розв'язанні гіперболічного рівняння та системи другого порядку з двома незалежними змінними за заданими його значеннями на двох характеристичних кривих, що виходять з однієї точки.
Ґурса першим із математиків зауважив, що теорема Стокса допускає узагальнений запис у формі
{\displaystyle \int \limits _{\Omega }d\omega =\int \limits _{\partial \Omega }\omega ,}
де {\displaystyle d\omega } позначає зовнішній диференціал форми {\displaystyle \omega }.

## Головні монографії
- Leçons d’algèbre par CH. Briot. L'édition a été revue et mise à jour par Goursat en 1905.
- Cours d’Analyse mathématique, 3 vol., Gauthier-Villars, Paris, 1902—1913.
  - Volume 1 — Applications de l’analyse à la géométrie, développement en série, intégrales définies, calcul différentiel.
  - Volume 2 — Fonctions de la variable complexe et équations différentielles.
  - Volume 3 — Méthode de variation de la constante, équations aux dérivées partielles et équations différentielles du second ordre, calcul des variations.
- Leçons sur l’intégration des équations aux dérivées partielles du premier ordre,Gauthier-Villars, Paris,1e édition 1891, 2e édition 1920.
- Leçons sur l’intégration des équations aux dérivées partielles du second ordre 2 vol., Hermann, Paris,1896-1898.
- Leçons sur le problème de Pfaff, Hermann, Paris, 1922.
- Le problème de Backlund Gauthier-Villars, Paris, 1925.
- Leçons sur les séries hypergéométriques et sur quelques fonctions qui s’y rattachent, Gauthier-Villars, Paris, 1936.
- Théorie des fonctions algébriques et de leurs intégrales, avec P. Appell, Gauthier-Villars, Paris,1895.
- Théorie des fonctions algébriques et de leurs intégrales, avec P. Appell et P. Fatou, 2 vol., Gauthier-Villars, Paris,1929-1930.